# Aleksiej Suchow
Aleksiej Nikołajewicz Suchow (ros. Алексей Николаевич Сухов; ur. 1903 w Moskwie, zm. 11 listopada 1974) – radziecki polityk, działacz partyjny.

## Życiorys
Od 1921 członek RKP(b), aktywista Komsomołu, w 1925–1926 odbywał służbę w Armii Czerwonej, 1930–1933 studiował w Moskiewskim Uniwersytecie Państwowym. Od 1933 zastępca szefa wydziału politycznego stanicy maszynowo-traktorowej, potem instruktor i kierownik Wydziału Rolnego Komitetu Miejskiego WKP(b) w Moskwie, do 1939 zastępca kierownika Wydziału Rolnego KC WKP(b), od marca do października 1939 ludowy komisarz rolnictwa RFSRR. Od października 1939 do 26 czerwca 1943 zastępca przewodniczącego Rady Komisarzy Ludowych RFSRR, od stycznia 1943 do 21 kwietnia 1952 ludowy komisarz/minister ubezpieczeń społecznych RFSRR.
Odznaczony Orderem Czerwonej Gwiazdy.